# Megan Washington
Megan Alexandra Washington (Port Moresby, Papua-Nova Guiné, 7 de janeiro de 1986) é uma cantora, instrumentista e compositora australiana, também conhecida como Washington. Começou sua carreira tocando jazz, passando para o indie pop e rock alternativo como cantora, além de tocar piano e violão. Em 30 de julho de 2010, Washington lançou seu primeiro álbum, I Believe You Liar, atingindo a terceira posição na classificação da ARIA Charts e recebendo, no fim de 2011, o certificado platinum por vender 70 mil cópias na Austrália.